# Synanthedon stenothyris
Synanthedon stenothyris is een vlinder uit de familie wespvlinders (Sesiidae), onderfamilie Sesiinae.
Synanthedon stenothyris is voor het eerst wetenschappelijk beschreven door Meyrick in 1933. De soort komt voor in het Afrotropisch gebied.